# Charles Walker
Charles David Walker (Bedford, 29 agosto 1948) è un ex astronauta e ingegnere statunitense.
Ha partecipato a tre voli dello Space Shuttle. È stato il primo non governativo a volare in una missione spaziale, infatti era un dipendente della McDonnell Douglas con compiti di specialista di carico.